# Castlevania (computerspelserie)
Castlevania is een computerspelserie van Konami. Spellen in de serie zijn gepubliceerd op diverse platforms, en er verschenen ook stripboeken, animatieseries en diverse afgeleide spellen. Het is een van Konami's meest geprezen en bestverkochte spelseries.
Het eerste gelijknamige spel in de serie, Castlevania, kwam uit op 26 september 1986 voor Nintendo's Famicom Disk System. Het eerste spel en de daarop volgende spellen in de serie zijn zijwaarts scrollende platformspellen met als hoofdthema horror en vampieren. Samen met het spel Super Metroid ontwikkelde het zich tot het Metroidvania-genre.

## Elementen
Hoofdpersonages en elementen in de serie zijn Graaf Dracula, zijn kasteel, en de familie Belmont. De serie maakt gebruik van referenties naar iconische horrorfilms en elementen zoals kerkhoven, volle maan, weerwolven, vampieren, Frankensteins monster en Graaf Dracula. Aanvankelijk was het een typisch lineair platformspel waarin de speler een aantal levels doorliep en eventueel een aantal eindbazen versloeg alvorens de strijd aan te gaan met graaf Dracula zelf.
In latere spellen ontwikkelde de serie een niet-lineaire gameplay. De speler kreeg meer bewegingsvrijheid en met het vinden van bepaalde krachten werden delen van het kasteel bereikbaar die dat voorheen niet waren. RPG-elementen werden toegevoegd zoals statistieken en wapens en harnassen waarmee men deze kon verbeteren. Ook hier was het uiteindelijk de bedoeling Graaf Dracula te vinden en te verslaan.
De naam van de serie is een samentrekking van 'castle' en 'Transsylvania', de streek waar Dracula zijn slot zou staan volgens de meeste moderne vampierverhalen (de werkelijke Dracula, Vlad Tepes, kwam uit Walachije). De reden voor de keuze van de titel was dat een directe vertaling van de Japanse titel "Dracula's Satanic Castle", iets waar volgens de leiding van de Amerikaanse divisie van Konami religieuze personen aanstoot aan zouden kunnen nemen.

## Spellen in de serie
- Castlevania (1986)
- Vampire Killer (1986)
- Castlevania II: Simon's Quest (1987)
- Haunted Castle (1988)
- Castlevania: The Adventure (1989)
- Castlevania III: Dracula's Curse (1989)
- Castlevania II: Belmont's Revenge (1991)
- Super Castlevania IV (1991)
- Castlevania Chronicles (1993)
- Castlevania: Rondo of Blood (1993)
- Castlevania: Bloodlines (1994)
- Castlevania: Dracula X (1995)
- Castlevania: Symphony of the Night (1997)
- Castlevania Legends (1997)
- Castlevania (1999)
- Castlevania: Legacy of Darkness (1999)
- Castlevania: Circle of the Moon (2001)
- Castlevania Chronicles (2001)
- Castlevania: Harmony of Dissonance (2002)
- Castlevania: Aria of Sorrow (2003)
- Castlevania: Lament of Innocence (2003)
- Castlevania: Dawn of Sorrow (2005)
- Castlevania: Curse of Darkness (2005)
- Castlevania: Portrait of Ruin (2006)
- Castlevania: The Dracula X Chronicles (2007)
- Castlevania: Order of Ecclesia (2008)
- Castlevania: The Adventure ReBirth (2009)
- Castlevania: Lords of Shadow (2010)
- Castlevania: Lords of Shadow - Mirror of Fate (2013)
- Castlevania: Lords of Shadow 2 (2014)

### Spin-offs in de reeks
- Kid Dracula (1990)
- Castlevania: Judgment (2009)
- Castlevania: The Arcade (2009)
- Castlevania: Harmony of Despair (2010)
- Castlevania: Grimoire of Souls (2018)